# Кодацька рада
Кодацька Рада або Рада на Кодачку — зібрання Ради Війська Запорозького 17 липня 1660 року біля села Кодаки, що під Васильковом, з метою визначити порядок участі українців у московській виправі на захід. На Раду прибув і Василь Шерємєтьєв.
У найближчому оточенні Гетьмана Юрія Хмельницького вже тоді визрів задум розірвати Переяславський договір з Москвою, укладений у жовтні 1659 року під її тиском. Для цього планувалося використати конфлікт між Московським царством та Річчю Посполитою.
Задум був такий: домогтися, щоб частина українського війська вирушила в похід окремо; коли ж почнеться генеральна битва, вичікувати і лише вдавати готовність приєднатися до московського війська, щоб змусити Річ Посполиту до переговорів про військовий союз на вигідних для України умовах.
Впевнений у перемозі, Василь Шеремєтьєв не бажав ділитися славою з молодим Гетьманом, тож і погодився на його пропозицію вирушити в похід окремо. Українські ж полки, полковники яких мали промосковські настрої, Хмельницький спровадив до московського воєводи. Серед них Переяславський полк Тимофія Цюцюри, Київський полк з наказним полковником Василем Дворецьким, Миргородський полк Данила Апостола та Полтавський полк Федора Жученка. Головним у ранзі наказного гетьмана Юрій Хмельницький призначив Тимофія Цюцюру.
Ця подія в Кодаках має історичну цінність в плані початку до підписання Слободищенського (або Чуднівського) трактату — це договір, укладений гетьманом Юрієм Хмельницьким з Польщею в Слободищі, коло м. Чуднова 17 (27). 10. 1660 року.
Слободищенський трактат скасовував невигідні для України, продиктовані Москвою Переяславські статті 1659, розривав союз із московським царем і відновлював державний зв'язок України з Річчю Посполитою. Хоч український уряд наполягав на повному відновленні Гадяцького договору 1658 року, польська сторона, репрезентована гетьманом Станіславом Потоцьким і Ю. Любомирським, не погодилася на реституцію Великого князівства Руського, залишаючи в силі інші пункти Гадяцького договору. На підставі Слободищенського трактату Україна діставала лише автономію з гетьманом на чолі, була зобов'язана воювати разом з польським військом проти Москви й не нападати на Кримські володіння. Наслідком цього трактату була капітуляція московського війська й довголітній кримський полон його головнокомандувача, боярина Василя Шереметєва. Козацька рада в Корсуні схвалила Слободищенський трактат, але лівобережні полки, на чолі з Якимом Сомком і Василем Золотаренком, під загрозою московської помсти, залишилися на боці Москви. Цим був започаткований поділ Козацько-Гетьманської держави на Правобережну й Лівобережну частини. Слободищенський трактат, який став початком розколу України за територіальною ознакою, водночас відкрив новий етап боротьби за гетьманську владу. Особливість цього етапу полягала в тому, що предметом бажань старшини одночасно стали дві булави. Лівобережжя, яке перебувало під патронатом Москви, дедалі більше відокремлюється та відмежовується від Правобережжя. На Правобережжі відновлення польсько-шляхетських порядків спричинило народний опір та посилення старшинської опозиції. За цих обставин гетьманське крісло захиталось під Ю. Хмельницьким. Претендентів на булаву вистачало в українських землях. На Лівобережжі основна боротьба розгорнулася між Я. Сомком, Іваном Брюховецьким та В. Золотаренком. На Чорній раді у Ніжині (червень 1663 р.) гетьманом у результаті заколоту було обрано І. Брюховецького.
15 липня 2012 року з нагоди події в селі Кодаки на місці події Фондом Громади с. Кодаки встановлено Пам'ятного хреста, і кожен рік проводяться вшанування звитяг Лицарського Війська Запорожців.